# 武陵國家森林遊樂區

桃山步道

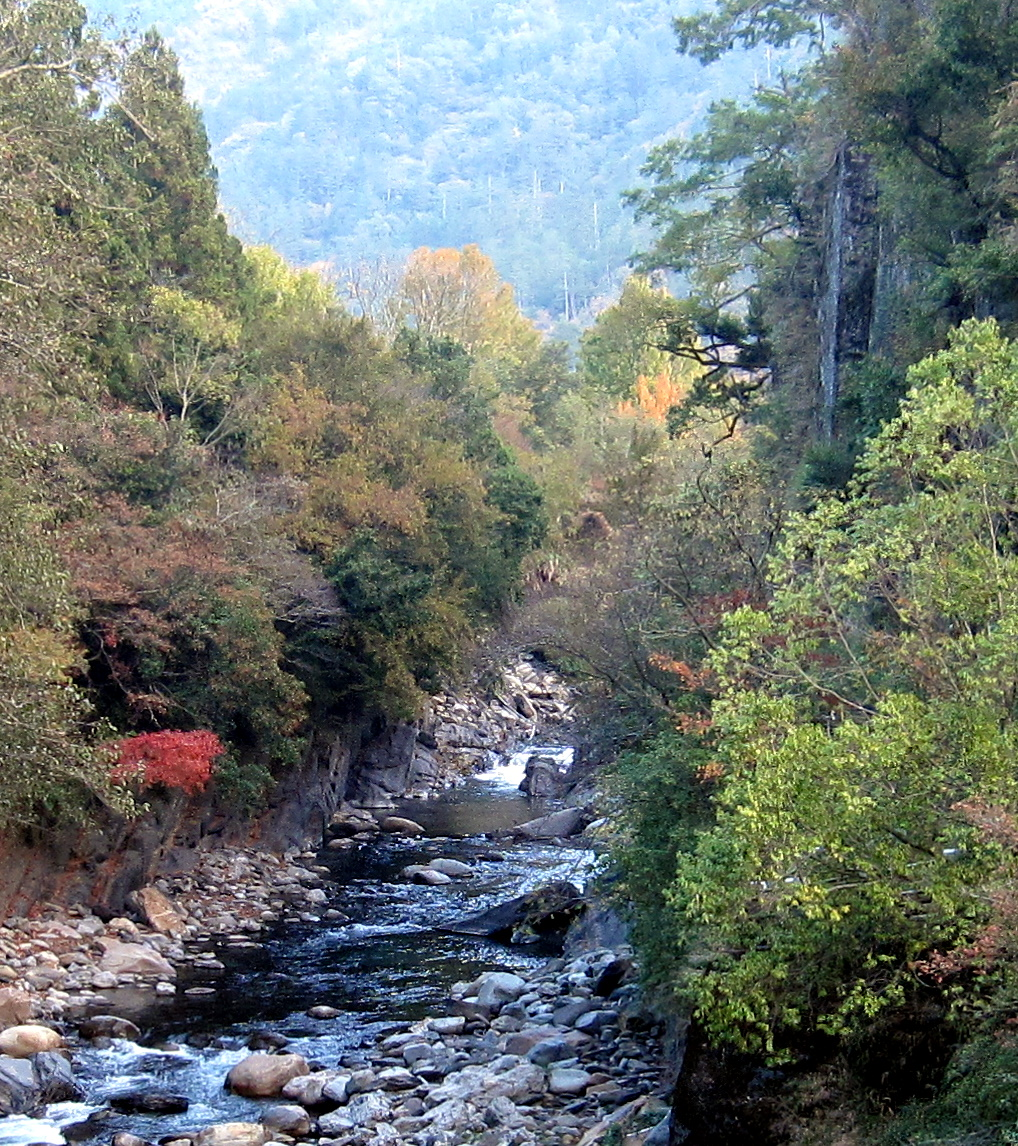
七家灣溪

武陵國家森林遊樂區是位於台灣台中市和平區的一個森林遊樂區，有山有河有瀑布及其它自然生態的動植物棲息地，其面積橫跨新竹縣、苗栗縣以及台中市三個縣市，全天候開放遊客進入參觀。

## 自然環境
武陵國家森林遊樂區較偏向屬於山形的國家森林遊樂區，其範圍內有雪山、大霸尖山、喀拉業山以及桃山。於1992年7月1日被劃入雪霸國家公園的範圍內。

## 主要景點
在此國家森林遊樂區區內有櫻花、桃花、李花、蘋果花、觀魚台、武陵橋等景點，其國寶級魚類櫻花鉤吻鮭就是在此國家森林遊樂區裡受到嚴格的保護，遊客只能觀看，禁止捕捉。

## 外部連結
- 武陵國家森林遊樂區 - 台灣山林悠遊網 （页面存档备份，存于）
- 武陵國家森林遊樂區 - 交通部觀光署 （页面存档备份，存于）
- 武陵國家森林遊樂區 - 國家森林遊樂區 _ 交通部中央氣象署 （页面存档备份，存于）
- 武陵國家森林遊樂區－臺中觀光旅遊網 （页面存档备份，存于）
- 旅遊資訊 - 國家森林遊樂區 - 武陵國家森林遊樂區 （页面存档备份，存于）
- 保育及生態旅遊 - 生態旅遊 - 國家森林遊樂區 - 武陵國家森林遊樂區 （页面存档备份，存于）